# Max Deauville
Max Deauville, pseudònim de Maurice Duwez (Ixelles, 31 d'agost de 1881 - 1 de febrer de 1966) va ser un metge i escriptor belga en llengua francesa. Va participar en el front de la Primera Guerra Mundial com a metge de trinxera, experiència que recollí en uns dietaris que li varen servir de base per a les seves dues principals obres de guerra: Jusqu'à l'Yser (Fins a l'Yser) i La Boue des Flandres (Els llots de Flandes).
Fou president de la secció francòfona del PEN Club i ajudà els implicats en els fets de Prats de Molló quan foren expulsats a Bèlgica, entre els quals s'hi trobaven Francesc Macià i el seu col·laborador Ventura Gassol. Arran de l'amistat amb tots dos, Max Deauville fou convidat, un cop restaurada la Generalitat de Catalunya, a fer una visita a Catalunya, que fou plasmada en la seva obra Notes sur la Catalogne (1931).

## Obres
- Jusqu'à l'Yser
- La Boue des Flandres
- Introduction à la vie militaire
- Aminta des sables
- La Boue des Flandres et autres récits de la Grande Guerre (Édition Labor)
- De modder van de Westhoek (Uitgeverij de Schorre)